# ريكو ساتو
ريكو ساتو (بالإنجليزية: Reiko Sato)‏ هي ممثلة أمريكية، ولدت في 19 ديسمبر 1931 في لوس أنجلوس في الولايات المتحدة، وتوفيت بنفس المكان في 28 مايو 1981.

## وصلات خارجية
- ريكو ساتو على موقع IMDb (الإنجليزية)
- ريكو ساتو على موقع ميوزك برينز (الإنجليزية)
- ريكو ساتو على موقع قاعدة بيانات برودواي على الإنترنت (الإنجليزية)
- ريكو ساتو على موقع قاعدة بيانات الفيلم (الإنجليزية)